# زنبق واشنطوني
الزنبق الواشنطوني نوع نباتي ينتمي إلى جنس الزنبق من الفصيلة الزنبقية.

## البيئة والانتشار
موطنه ولاية واشنطن.